# Iisaku (Dorf)
Koordinaten: 59° 6′ N, 27° 18′ O

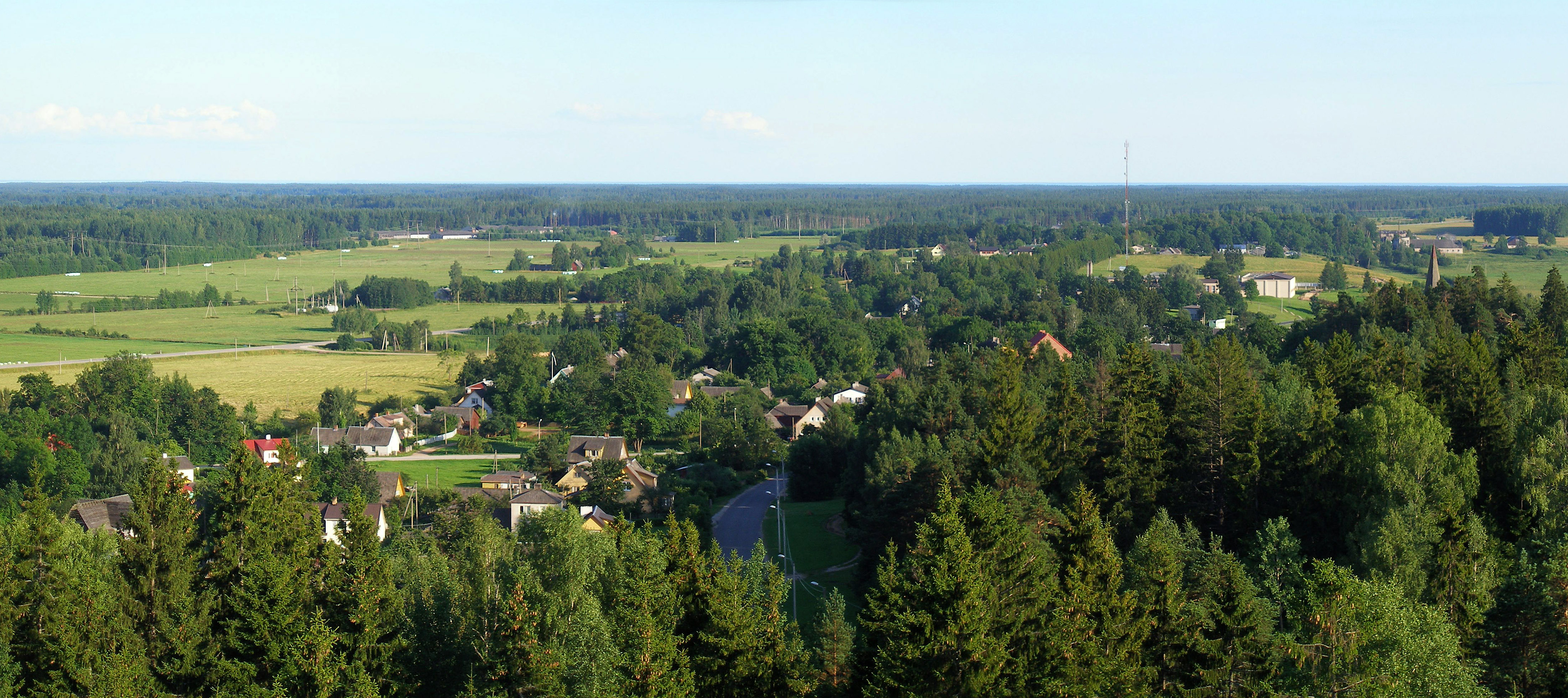
Blick auf Iisaku vom Berg Tärivere

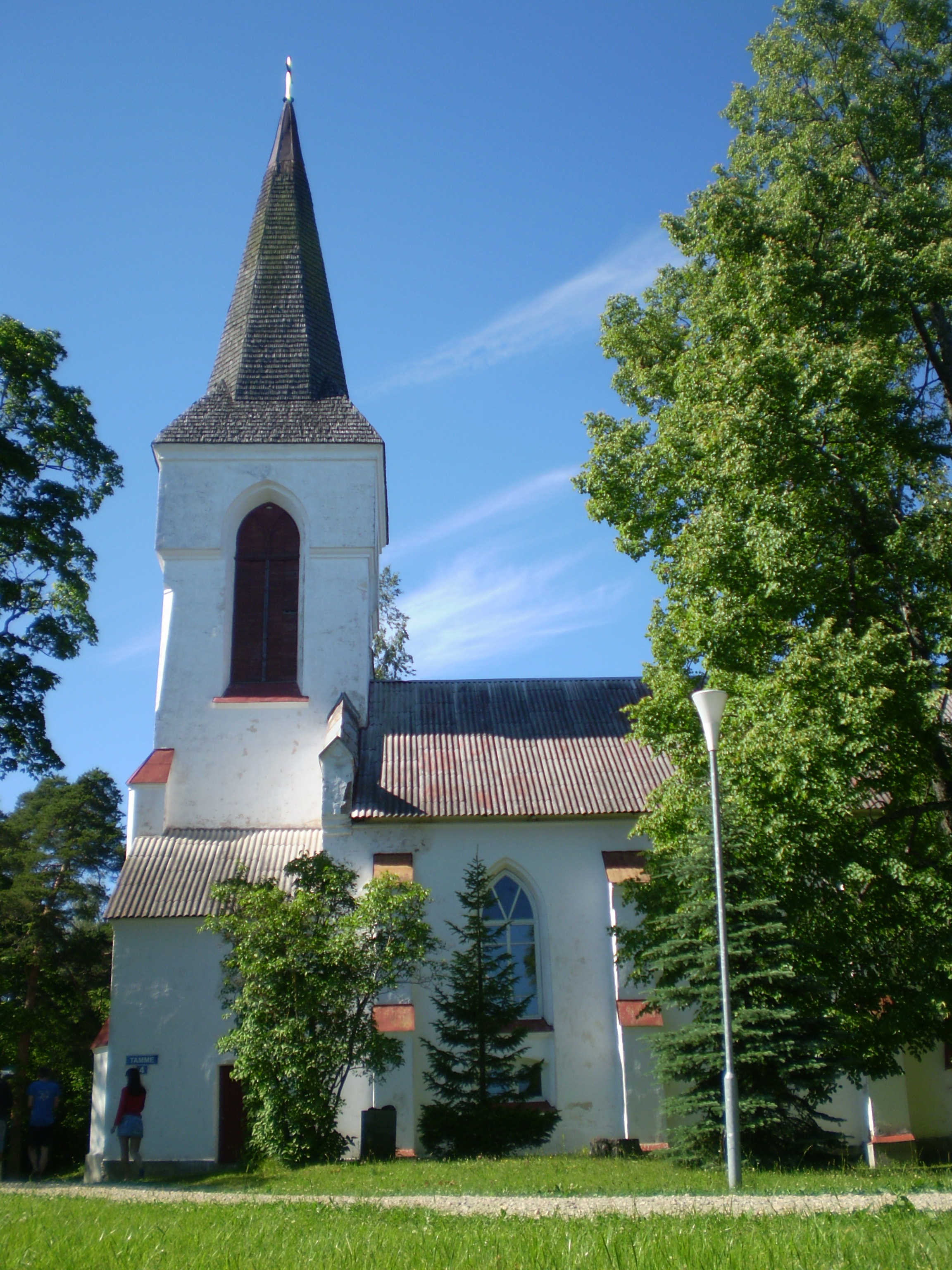
Evangelisch-lutherische Kirche von Iisaku

Das Dorf Iisaku (estnisch Iisaku alevik) liegt im Kreis Ida-Viru (Ost-Wierland) im Nordosten Estlands. Es war bis 2017 der Hauptort der gleichnamigen Landgemeinde (Iisaku vald). Seit deren Auflösung liegt Iisaku in der Landgemeinde Alutaguse.

## Beschreibung und Geschichte
Iisaku (deutsch Isaak) hat 823 Einwohner (Stand 16. Oktober 2010). Es liegt 30 km von Jõhvi, der Hauptstadt des Landkreises, entfernt. Der Ortsname stammt wahrscheinlich vom biblischen Erzvater Isaak.
Das Dorf wurde erstmals 1426 unter dem Namen Isacke urkundlich erwähnt. Es war ab 1654 das Zentrum des gleichnamigen Kirchspiels (Iisaku kihelkond). Der Ort und seine Umgebung waren kulturell und sprachlich stark von Woten und ab dem 17./18. Jahrhundert von russischen Flüchtlingen geprägt.
Bei Iisaku befindet sich der 94 m hohe Berg Tärivere, von dem ein Aussichtsturm einen weiten Blick auf den Ort und die Landschaft eröffnet.

## Sehenswürdigkeiten
Die heutige Kirche des Ortes stammt von 1846. Das Gotteshaus bietet Sitzplätze für 500 Gläubige. Es wurde nach einem Brand 1893/1894 umgestaltet.
Dem Feuer fiel auch die 222 Jahre alte Kirchenglocke zum Opfer. In der Kirche befindet sich die einzige Orgel der Durlacher Firma „H. Voit & Söhne“ in Estland. Das Instrument wurde 1895 gebaut.
Neben dem großzügig angelegten Park befindet sich der Friedhof des Ortes. Auf ihm erinnert ein Gedenkstein an die Opfer der Terrorherrschaft im 20. Jahrhundert.
Zahlreiche Kreuze erinnern teilweise seit dem 17. Jahrhundert an die örtliche Familie Peep, deren Mitglieder es zu einiger Berühmtheit in Estland gebracht haben. Am bekanntesten ist die Schauspielerin und Sängerin Helend Peep (1910–2007), die im Nachbarort Vaikla geboren wurde. Berühmtester Sohn des Ortes war der Komponist und örtliche Schulmeister Robert Theodor Hansen (1849–1912). Er liegt in Iisaku begraben.
Im August 1983 eröffnete in Iisaku in seiner heutigen Form ein Museum, das sich in einer Dauerausstellung mit der Lokalgeschichte, früheren Anbaumethoden in der Landwirtschaft, der Geschichte der örtlichen Schule (historisches Lehrerzimmer) und der Tradition der örtlichen Freiwilligen Feuerwehr beschäftigt. Das Museum ist im ehemaligen Schulhaus untergebracht, das 1914 gebaut worden war. Im gegenüberliegenden alten Gemeindehaus von 1912 finden temporäre Ausstellungen statt.

## Gut von Iisaku
1817 wurde das Gut Iisaku vom Rittergut Kiikla (Kiekel) abgeteilt. 1840 wurde Iisaku selbst zum Rittergut.
1913 war Marie Gräfin Mussin-Puschkin Eigentümerin des Gutes. Mit der estnischen Landreform 1919 verlor die Familie ihren Besitz.